# You're Beautiful (TV-serie)
You're Beautiful är en sydkoreansk TV-serie som sändes på SBS. Huvudrollerna spelas av Park Shin-hye, Jang Keun-suk, Lee Hong-ki från F.T. Island och Jung Yong-hwa från CNBLUE.

## Rollista (i urval)
- Park Shin-hye som Go Mi-nyeo (kvinna) / Go Mi-nam (man)
- Jang Keun-suk som Hwang Tae-kyung
- Jung Yong-hwa som Kang Shin-woo
- Lee Hongki som Jeremy
- Uee som Yoo He-yi
- Kim In-kwon som Ma Hoon-yi
- Jung Chan som president Ahn
- Choi Soo-eun som "Coordi" Wang
- Kim Sung-ryung som Mo Hwa-ran
- Bae Geu-rin som Sa Yu-ri
- Choi Ran som Go Mi-ja
- Jang Won-young som Kim Young-woo
- Tae Hwang som assistent
- Kim Min-chan
- Lee Jooyeon (cameo)
- Yoo So-young (cameo)
- Yoo Seung-ho (cameo)